# The Charmed Arrow
The Charmed Arrow est un film muet américain réalisé par Fred Huntley et sorti en 1914.

## Fiche technique
- Titre : The Charmed Arrow
- Réalisation : Fred Huntley*
- Producteur : William Selig
- Société de production : Selig Polyscope Company
- Pays d'origine :  États-Unis
- Format : Noir et blanc — 35 mm — 1.33:1 — Muet
- Genre : Film dramatique
- Date de sortie : 
  - États-Unis : 21 janvier 1914

## Distribution
- Joe King
- Mabel Van Buren